# Susanne Thomasberger
Susanne Thomasberger (* 1962 in Bregenz) ist eine österreichische Bühnen- und Kostümbildnerin.

## Leben und Werk
Nach der Matura studierte Susanne Thomasberger von 1981 bis 1985 an der Akademie der Bildenden Künste in Wien bei Lois Egg und Erich Wonder (Meisterklasse für Bühnenbild). Anschließend führte sie eine mehrjährige Theaterarbeit zu den Bregenzer Festspielen, wo sie unter anderem mit Jérôme Savary zusammenarbeitete und an das Theater Basel. Sie war Gründungsmitglied des Werktheater Basel und dort als technische Leiterin und Ausstatterin tätig.
Seit 1988 ist Susanne Thomasberger als freischaffende Bühnen- und Kostümbildnerin in den Sparten Musiktheater, Musical und Schauspiel tätig.
Ausstattungen entstanden seitdem u. a. für das Theater Basel, Werktheater Basel, Theater der Jugend Wien, Theater Gruppe 80 Wien, Theater Drachengasse Wien, Volkstheater Wien, Neue Oper Wien, Theater Ulm, Vienna’s English Theatre, Musikwerkstatt Wien, Festival „Mozart in Reinsberg“, Theater Baden/Wien, Theater Vorpommern, Ostseefestspiele, Teatro Politeama Greco Lecce, Seefestspiele Mörbisch, Opera Zuid Maastricht, Slowakisches Nationaltheater Bratislava, Landestheater Neustrelitz, Pfalztheater Kaiserslautern und Deutsche Oper Berlin.
2002 bis 2006 war Susanne Thomasberger für die Ausstattung der Produktionen des österreichischen Festivals Mozart in Reinsberg verantwortlich.
Seit 2013 leitet, konzipiert und gestaltet sie das von ihr gegründete Festival EntArteOpera.

## Auszeichnung
1992 erhielt sie den Förderpreis der Josef-Kainz-Medaille der Stadt Wien für das Bühnenbild zu Sappho von Franz Grillparzer.
2017 und 2018 wurde ihre EntArteOpera Produktion Baruchs Schweigen von Ella Milch Sheriff für den österreichischen Musiktheaterpreis nominiert.
Ihre EntArteOpera DVD Ulenspiegel wurde mit dem Opus Klassik Award 2018 ausgezeichnet.

## Arbeiten (Auswahl)
- 1986: Nelson Mandela I am prepared to die – Theater Basel, Regie: Christof Stratenwerth
- 1987: Peter Martin Lampel Giftgas über Berlin – Werktheater Basel, Regie: Christof Stratenwerth
- 1989: Christa Wolf Kassandra – Theater m.b.H. Wien/Posthof Linz, Regie: Augustin Jagg
- 1990: Michael Köhlmeier Love and Glory – Theater der Jugend Wien, Regie: Augustin Jagg
- 1991: Franz Grillparzer Die Ahnfrau – Theater Gruppe 80 Wien, Regie: Helmut Wiesner
- 1991: John Godber The Bouncers – Theater Drachengasse Wien, Regie: Beverly Blankenship
- 1992: Franz Grillparzer Sappho – Theater Gruppe 80 Wien, Regie: Helmut Wiesner
- 1993: Marieluise Fleißer Der Starke Stamm – Theater Gruppe 80, Wien, Regie: Helga Illich
- 1996: William Shakespeare Maß für Maß – Festspiele Hall/Tirol, Regie: Rolf Parton
- 2000: Amélie Nothomb Die Reinheit des Mörders – Theater Drachengasse Wien, Regie: Anselm Lipgens
- 2000: Dirk D’Ase Arrest – Neue Oper Wien/Theater Ulm, Regie: Kerstin Holdt
- 2002: Michael Frayn Kopenhagen – Theater Drachengasse/ Volkstheater Wien, Regie: Hans-Peter Kellner
- 2002: Wolfgang Amadeus Mozart Don Giovanni – Festival Mozart in Reinsberg, Regie: Beverly Blankenship
- 2002: Alban Berg Wozzeck – Neue Oper Wien, Regie: Anton Nekovar
- 2003: Wolfgang Amadeus Mozart Die Hochzeit des Figaro – Festival Mozart in Reinsberg, Regie: Michael Kraus
- 2003: Anthony Davis Tania – Musikwerkstatt Wien, Regie: Paola Viano
- 2004: Wolfgang Amadeus Mozart Die Zauberflöte – Festival Mozart in Reinsberg, Regie: Paola Viano
- 2005: Paul Abraham Die Blume von Hawaii – Theater Baden/Wien, Regie: Isabella Fritdum
- 2005: Leonard Bernstein West Side Story – Ostseefestspiele, Regie: Anton Nekovar
- 2005: Wolfgang Amadeus Mozart Cosi Fan Tutte – Festival Mozart in Reinsberg, Regie: Michael Kraus
- 2005: Ödön von Horváth Geschichten aus dem Wiener Wald – Theater Stralsund/Greifswald, Regie: Matthias Nagatis
- 2006: Galt MacDermot Hair – Ostseefestspiele, Regie und Choreographie: Andrea Heil/ Ramesh Nair
- 2006: Wolfgang Amadeus Mozart Die Entführung aus dem Serail – Festival Mozart in Reinsberg, Regie: Michael Kraus
- 2006: Franz Lehár Giuditta – Theater Baden/Wien, Regie: Isabella Fritdum
- 2006: Franz Lehár Die Lustige Witwe – Theater Stralsund/Greifswald, Regie: Anton Nekovar
- 2007: Richard Strauss Der Rosenkavalier – Stagione Lirica Lecce, Teatro Politeama Greco, Regie: Anton Nekovar
- 2007: Jacques Offenbach Hoffmanns Erzählungen – Ostseefestspiele, Regie: Philipp Harnoncourt
- 2009: Richard Wagner Der Fliegende Holländer – Stagione Lirica Lecce, Teatro Politeama Greco, Regie: Anton Nekovar
- 2009: Harrison Birtwistle The Last Supper – Neue Oper Wien, Regie: Philipp Harnoncourt
- 2009: Ottorino Respighi Marie Victoire – Deutsche Oper Berlin, Regie: Johannes Schaaf
- 2009: Friedrich Schiller Die Räuber – Theater Stralsund/Greifswald, Regie: Matthias Nagatis
- 2010: Sophokles Antigone – Theater Stralsund/Greifswald, Regie: Tobias Sosinka
- 2012: Emmerich Kalman Gräfin Mariza – Theater Baden/Wien, Regie: Isabella Fritdum
- 2013: Carl Millöcker Der Bettelstudent – Seefestspiele Mörbisch, Regie: Ralf Nürnberger
- 2013: Franz Schreker Der Schatzgräber – Festival EntArteOpera/ Brucknerfest Linz, Regie: Philipp Harnoncourt
- 2013: Giuseppe Verdi Rigoletto – Nationaltheater Bratislava, Regie: Martin Schüler
- 2014: Walter Braunfels Ulenspiegel – Festival EntArteOpera/ Bruckernfest Linz, Regie: Roland Schwab
- 2015: Johann Strauss Eine Nacht in Venedig – Seefestspiele Mörbisch, Regie: Karl Absenger
- 2015: Ausstellung Komm mit nach Terezin – Festival EntArteOpera Wien
- 2016: Heinrich Berte Das Dreimäderlhaus – Theater Baden/Wien, Regie: Isabella Fritdum
- 2016: Ausstellung Marsch der Frauen – Festival EntArteOpera Wien
- 2016: Ella Milch Sheriff Baruchs Schweigen – Festival EntArteOpera Wien, Regie: Beverly u. Rebecca Blankenship
- 2016: Theresa Thomasberger Kein Mond, kein Taxi – Festival EntArteOpera Wien, Regie: Markus Kupferblum
- 2019: Robert Wright und George Forrest Kismet - Theater Neustrelitz, Regie: Wolfgang Dosch
- 2019: Johann Strauss Die Fledermaus – Pfalztheater Kaiserslautern, Regie Wolfgang Dosch